# Majbritt Toft Hansen
Majbritt Toft Hansen (født 27. april 1993 i Rybjerg) er en kvindelig dansk håndboldspiller, der spiller for HH Elite og Danmarks kvindehåndboldlandshold.

## Karriere

### Klubhold
Hun startede hendes seniorkarriere i den lokale 1. divisionsklub i Skive fH, i sommeren 2010. Hun spillede i klubben frem til april 2015, hvor klubben havde trukket sit hold tilbage fra Damehåndboldligaen. Efterfølgende skiftede Toft Hansen, til en anden ligaklub, nemlig SK Aarhus. I Aarhus-klubben spillede hun i to sæsoner, med sportslig succes, før også den måtte bukke under for en konkursbegæring. Dog skiftede hun til den nye oprettede klub fra Aarhus United. Med klubben vandt hun bronze ved DHF's Landspokalturnering i december 2017.
Hun meddelte i februar 2019, at hun skiftede til topklubben Viborg HK, på en to-årig kontrakt. Trods en god start på stregposition i starten af sæsonen 2019-20, blev hun i december samme år, skadet og var først tilbage igen i marts 2020. Hun vandt DM-bronze i HTH Ligaen 2019-20, som resultat af coronaviruspandemien. I maj 2021 vandt hun så sølv, med klubben i Bambusa Kvindeligaen 2020-21, efter nederlag i DM-finalerne mod Odense Håndbold. Det blev i februar 2021, annoncerede at hun skiftede til ligaens midterhold fra HH Elite, på en to-årig kontrakt.

### Landshold
Hun fik officielt debut på det danske A-landshold den 3. oktober 2020 mod Montenegro, i forbindelse med et Golden League-stævne i Danmark. Hun blev efterfølgende udtaget til EM i kvindehåndbold 2020 i Danmark, af den danske landstræner Jesper Jensen. Toft Hansen og resten af det danske hold, sluttede som nummer 4, ved turneringen.

## Privat
Hun er lillesøster til de danske landsholdspillere René Toft Hansen og Henrik Toft Hansen, og storesøster til Allan Toft Hansen og Jeanette Toft Hansen.

## Meritter

### Klubhold
Viborg HK
- Damehåndboldligaen
  - Sølv: 2021[7]
  - Bronze: 2020

Aarhus United
- DHF's Landspokalturnering
  - Bronze: 2017[4]